# Zwartenhoek (Terneuzen)
Zwartenhoek is een buurtschap in de gemeente Terneuzen in de Nederlandse provincie Zeeland. De buurtschap, in de regio Zeeuws-Vlaanderen, vormt met Klein Gent het noordoostelijk uiteinde van de lintbebouwing van Westdorpe. Zwartenhoek ligt rond kruising van de Graaf Jansdijk B met de Eversdam. De buurtschap bestaat uit een aantal boerderijen en dijkhuisjes. In de buurtschap liggen het natuurgebied Zwartenhoekse Kreek en het rijksmonument Zwartenhoekse Zeesluis. Ook lagen in Zwartenhoek het voormalige fort Eversdam en de batterij Zwartenhoek. De buurtschap is vernoemd naar deze batterij (kleine schans). Het noordelijke deel van de buurtschap wordt ook wel als de zelfstandige buurtschap Batterij aangeduid.
Tussen Zwartenhoek en Klein Gent loopt geen duidelijke scheidingslijn.
Steden: Axel · Biervliet · Philippine · Sas van Gent · Terneuzen

Dorpen: Hoek · Koewacht · Overslag · Sluiskil · Spui · Westdorpe · Zaamslag · Zandstraat · Zuiddorpe

Buurtschappen: Den Abeele · Altena · Axelschestraat · Batterij · Berdelingebuurte (deels) · Boerengat · Bontekoe · Boschdorp · Boschdorp · Bouchauterhaven · Cootjesdorp · De Sluis · Driedijk · Driekwart · Drieschouwen · Driewegen · Eendragt · Het Fort · Fort Ferdinandus · Griete · Hasjesstraat · Haven (deels) · Hazelarenhoek · Het Zand · Hoek van de Dijk · Holleken (deels) · Hoogedijk · Isabellahaven · Kampersche Hoek · Kijkuit · Klein Gent · Knol · De Kraag · Kruispad · Kwakkel · Magrette · Mauritsfort · Molenhoek · De Muis · Nieuwemolen · Nieuwlandse Molen · Othene · Oude Molen · Oude Polder · Paradijs · Passluis · Poonhaven · Posthoorn (deels) · De Put · De Ratte · Reedijk · Reuzenhoek · Rijgerij · Roodesluis · Schaapdijk · Schapenbout · Sint Andries · Steenovens · De Sterre · Stoppeldijkveer (deels) · Stroodorpe · Vaartwijk · Vaatje · Val · Varempé · Waterhuis · Watervliet · Wouterij · Wulpenbek · Zaamslagveer · Zandplaat · Zwartenhoek

Streekje: Tweekwart

Historische plaatsen: Axelsche Sassing · Noordhoek · De Stuiver · Triniteit · Vingerling

Zeeland: Steden en dorpen in Zeeland      Nederland: Provincies · Gemeenten